# Jan Vermeer van Haarlem l'ancien
Pour les articles homonymes, voir Vermeer (homonymie).
Jan Vermeer van Haarlem l'ancien, né le 22 octobre 1628 et mort le 25 août 1691 à Haarlem, est un peintre néerlandais de l'âge d'or de la peinture néerlandaise.

## Biographie

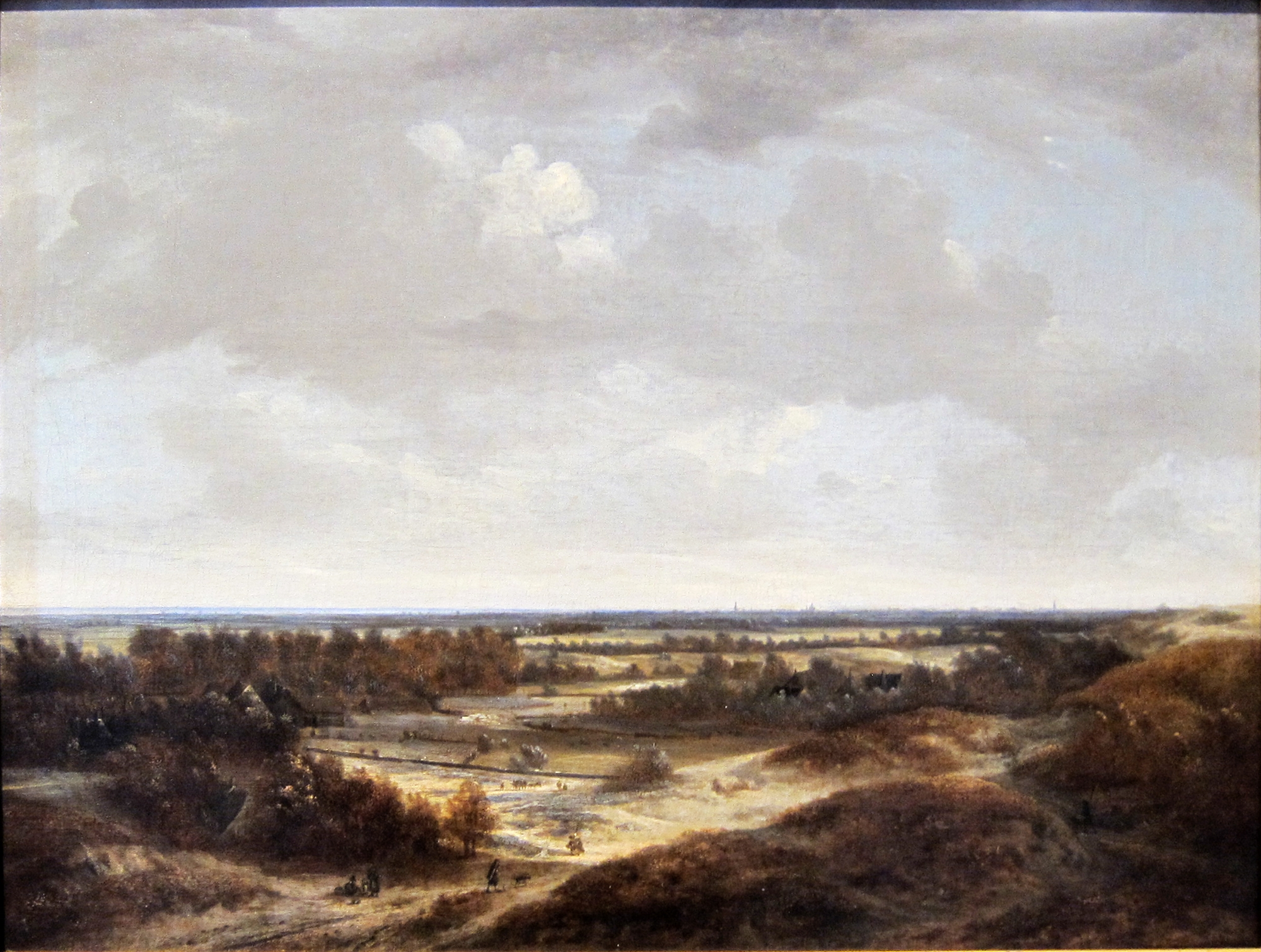
Paysage de dunes au Musée des beaux-arts de Strasbourg.

Jan Vermeer van Haarlem est formé par Jacob de Wet. Il est le frère d'Isaac van der Meer et le père de Barend van der Meer et Jan Vermeer van Haarlem le jeune. 
L'artiste est principalement connu pour ses paysages à la manière de Jacob van Ruisdael.